# Antoon Wolfs
Antoon Wolfs (14 september 1896 - 22 januari 1973) was een Belgisch syndicalist en politicus voor het Katholiek Verbond van België / CVP.

## Levensloop
Wolfs had reeds in het midden van de jaren twintig zijn sympathie voor het Vlaams-nationalisme laten blijken, zo was hij in 1925 medeoprichter van de Vlaams-nationale en democratische Katholiek-Christelijke Volkspartij voor Vlaanderen (KCVV). Daarvan gaf hij opnieuw lucht aan tijdens het beperkt ACV-congres van 3 en 4 november 1936 met het motto voor de syndicale vrijheid, toen hij zei te betwijfelen dat Rex en het VNV noodzakelijk tot een autoritair regime zouden leiden, maar dat er mogelijk met die organisaties moest samengewerkt worden om het communisme te bestrijden.
Toch stelde hij zich in deze periode ook syndicalistisch op, waarbij hij tegen de nogal pragmatische houding van toenmalig ACV-voorzitter Henri Pauwels inging. Zo stelde hij tijdens de ACV-raad van 22 april 1933: "De regering voert tegenover ons een uitputtingsoorlog, stuk voor stuk brengt ze ons waar ze ons hebben wil.", waar Pauwels tijdens diezelfde raad stelde "We moeten redelijke voorstellen doen aan de regering, willen wij niet als resultaat verkrijgen dat de regering zonder ons beslissingen neemt."
Enkele maanden voorafgaand aan het eerste congres van Arbeidsorde op 7 november 1937 te Antwerpen voerde hij -  in de hoedanigheid van secretaris van de Christelijke Centrale van Openbare Diensten (CCOD) van het ACV - gesprekken met Victor Leemans - namens het Vlaams Nationaal Syndicaat (VNS) - om een zogenaamde apolitieke concentratie van sociale organisaties tot stand te brengen en maakte Wolfs een plan op voor een versmelting van de ‘christelijke syndicale organisatie’. Hoewel de VNV-leiding in eerste instantie liet weten voorstander te zijn van zo'n gedepolitiseerde sociale organisatie en Leemans het 'plan Wolfs' een basis voor een principe-akkoord vond, besliste de VNV-leiding uiteindelijk anders. Frappant daarbij was dat de verdere besprekingen met Wolfs - waarbij onder andere Gerard Romsee betrokken was - zonder verdere inspraak en betrokkenheid van de VNS-leiding plaatsvonden.
In 1941 werd hij aangesteld als burgemeester van Schoten. In 1944 werd hij (tijdelijk) vervangen door dienstdoend burgemeester Joseph Ullens de Schooten, die de functie waarnam tot 1947. Deze tijdelijke afwezigheid van Wolfs hing samen met de repressie in het naoorlogse België, in het kader waarvan werd onderzocht of hij gecollaboreerd had gedurende de Duitse bezetting van België in de Tweede Wereldoorlog.
In 1947 nam hij opnieuw zijn ambt als burgemeester op. Tijdens zijn naoorlogse bestuursperiode beschikte de lokale Schotense CVP-afdeling onder leiding van burgemeester Wolfs over een absolute meerderheid. Bij de parlementsverkiezingen van 26 juni 1949 stond hij op de 7e plaats van de CVP-kieslijst voor de Senaat van het arrondissement Antwerpen.  Toen Wolfs zijn politieke carrière stopzette in 1964, alsook door het uiteenvallen van de CVP, volgde een machtsovername door de BSP te Schoten onder aanvoering van Marcel Imler. Laatstgenoemde nam na de lokale verkiezingen van 1964 ook de burgemeesterssjerp van Wolfs over.
In Schoten is er een straat naar hem genoemd, de Antoon Wolfsstraat.